# Wojciech Frykowski
Wojciech Frykowski (Łódź, 22 de dezembro de 1936 — Los Angeles, 9 de agosto de 1969), de nacionalidade polaca, foi uma da vítimas da Família Manson, nos assassinatos ocorridos na casa da atriz Sharon Tate, em agosto de 1969.

## Biografia
Filho de um impressor de tecidos que perdeu seu negócio durante a ocupação nazista na Polônia durante a Segunda Guerra Mundial, Wojciech foi um grande amigo do diretor Roman Polanski, polonès como ele. Seu nome traduzido para o inglês seria Albert. De acordo com a autobiografia de Polanski, publicada em 1984, ele (Polanski) estava trabalhando na porta em um musical de colégio e recusou a entrada de Frykowski, devido sua reputação como encrenqueiro. Os dois quase chegaram a discutir, mas algumas semanas depois, eles se encontraram em um bar e Wojciech pagou uma bebida para Roman. Eles conversaram e tornaram-se amigos. Frykowski financiou e participou de alguns curtas iniciais de Roman e passou algum tempo em Paris antes de se mudar para os Estados Unidos, em 1967.
No ano seguinte, em Nova York, o autor polonês Jerzy Kosisnki o introduziu a Abigail Folger, herdeira da família do café Folger. Voytek (como seu nome era escrito e pronunciado em inglês) tinha pouca experiência com a língua inglesa, então ele e Abigail se comunicavam em francês. Abigail constantemente ajudava Voytek com seu inglês, e ele era conhecido por anotar os costumes americanos e praticá-los constantemente. Wojciech e Abigail mudaram-se de Nova York para Woodstock Road em Hollywood, onde alugaram uma casa que pertencia a "Mama" Cass Elliot, do grupo musical The Mamas & the Papas.
Por volta de 1969, se mudaram para a casa em Cielo Drive, 10050, alugada pelos Polanski, para cuidarem da casa enquanto Roman e a esposa Sharon Tate foram para a Europa para trabalharem em diferentes projetos cinematográficos. Foi por volta dessa época que a tensão entre Voytek e Abigail cresceu. Abigail confidenciou a amigos próximos e a seu psicólogo que ela estava determinada a deixar Frykowski. Adicionado a isso, quando Sharon voltou para casa depois de terminar as filmagens de seu último filme, The 13 Chairs, ela percebeu não gostar da presença de Frykowski na casa, devido seu hábito de convidar pessoas que ele acabara de conhecer para lá, seu envolvimento com drogas e sua mania de querer promover festas o tempo todo. Sharon verbalizou seu sentimento para Roman, que disse a ela que ele era como um ursinho indefeso e para não se preocupar.

## Assassinato
Em 8 de Agosto de 1969, Jay Sebring levou Sharon, Wojciech e Abigail para um restaurante mexicano, o El Coyote. Quando os quatro retornaram para Cielo Drive, Voytek adormeceu no sofá da sala, Abigail foi para seu quarto e Sharon e Jay foram para o quarto principal para conversar. Wojciech foi acordado sob a mira de um revólver por um dos seguidores de Charles Manson que haviam invadido a casa. No fim, ele foi baleado duas vezes, golpeado na cabeça 13 vezes por um objeto não pontiagudo e esfaqueado 51 vezes.
Wojciech foi cremado em 22 de Agosto de 1969 em Los Angeles, California. Após uma cerimônia privada, suas cinzas foram pegas por seus parentes poloneses e enterradas no Cemitério Católico St. Joseph em sua nativa Łódź, Polônia.
Ele foi casado duas vezes e tinha um filho, Bartek.